# Hanten

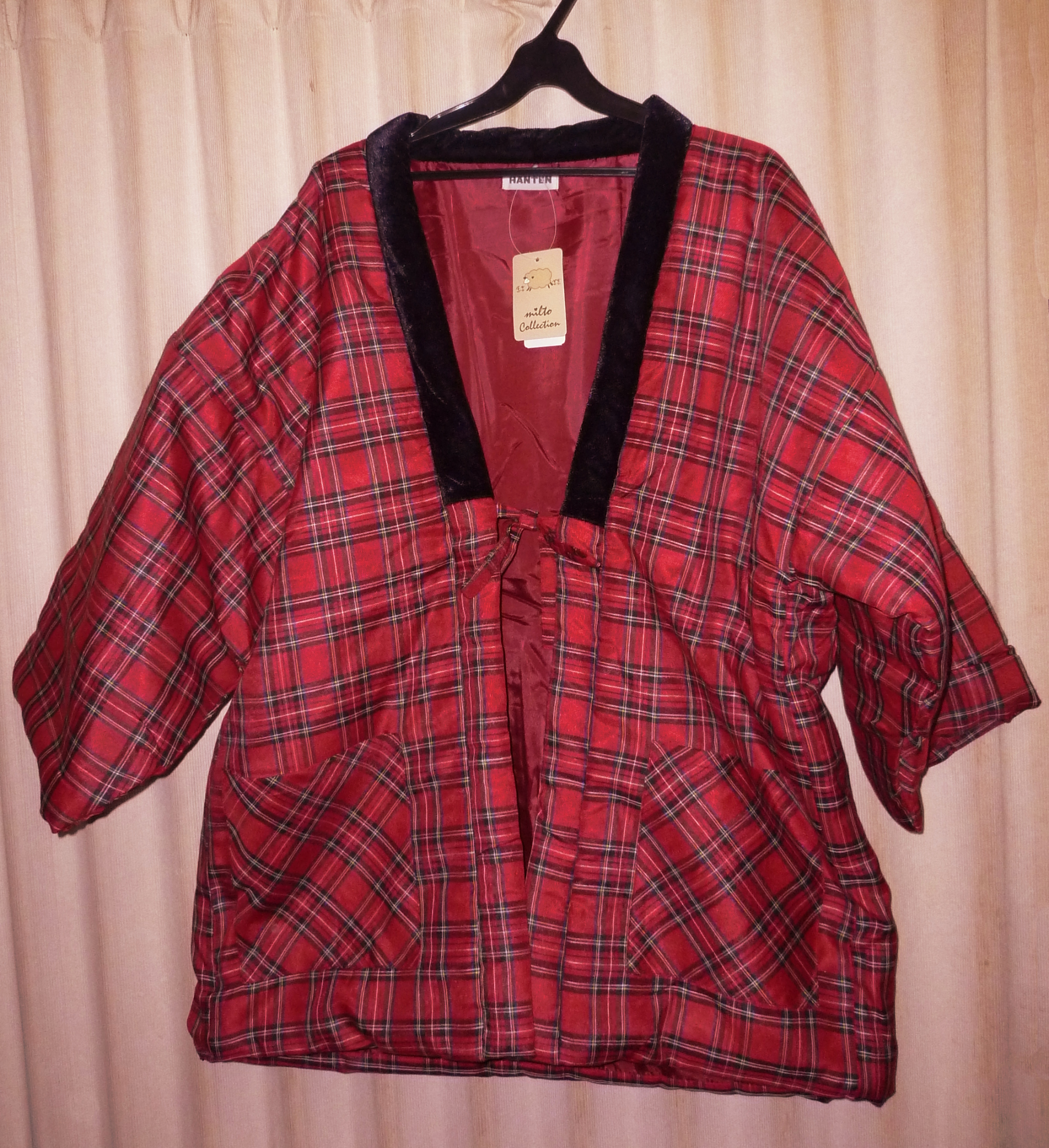
Un hanten rosso.

L'hanten (袢纏, o 半纏, 半天 oppure 袢天?) è una corta giacca invernale che fa parte del tradizionale abbigliamento giapponese. La sua diffusione incominciò, specialmente tra le classi meno agiate, nel XVIII secolo durante il periodo Edo.
L'hanten ha una forma che ricorda in qualche modo quella dell'haori (un soprabito che si indossa sopra il Kimono) ed è portato sia da uomini che da donne.
Tra il risvolto e la fodera interna è interposta un'imbottitura di cotone che rende l'indumento più caldo. Il colletto è in genere fatto di raso nero. Sull'hanten viene spesso mostrato il kamon  (家紋, l'emblema di famiglia) o altri disegni.